# Rajshahi (stad)
Rajshahi is de hoofdstad van de gelijknamige divisie en het gelijknamige district in het noorden van Bangladesh. De stad is gelegen aan de rivier Padma en heeft ruim 650.000 inwoners en is daarmee de 4e stad van het land. In de stad worden rijst, graan, aardappelen, watermeloenen, suikerriet, mango's en lychees verhandeld. Industriële ontwikkelingen verlopen traag.